# モリヤ (神智学)
モリヤ（Morya）は、近代神智学の教義で霊的指導者マハトマの一人である。神智学協会の創始者のひとりヘレナ・P・ブラヴァツキーが、1850年あるいは1851年にロンドンのハイド・パークで出会った「チベットの叡智（智慧）」をもつパンジャーブあるいはネパールのラージプート（クシャトリヤ）のインド人であるとされる。1850年代から一貫してブラヴァツキーの後楯とされてきた。「モリヤ」は、ブッダの時代の文書にある名前であるが、同一人物であるか明言されておらず、正体が伏せられた理由はわからない。Master MやEl Morya（エル・モリヤ）、El Morya Khan（エル・モリヤ・カーン）とも呼ばれる。日本語では「モリア」とも表記される。モリヤによるとされる手紙などが多数残されているが、その実体は不明である。
ブラヴァツキーは1854年にもロンドンで出会ったとしており、ヴィクトリア女王に謁見したカシュミール藩王デュリープ・シンの一行にいたのではないかとされている。（チャールズ・ウェブスター・レッドビータはブラヴァツキーがインドの王族の行列のなかにモリヤがいたと言っていたというが、アルフレッド・パーシー・シネットと叔母のナジェージダはネパール大使の一行のなかにいたと聞いている。）ブラヴァツキーはモリヤに様々な指示・指導を受けたとしており、妹への手紙でヘンリー・スティール・オルコットとの旅にモリヤもいたと述べている。シネットや A・O・ヒュームをはじめとする神智協会の有力メンバーにも物質化によって彼らから渡された手紙だという「マハートマー書簡」を送ったとされ、神智学協会での影響は大きかった。
クートフーミと同じくグレート・ホワイト・ブラザーフッド（聖白色同胞団、大白色聖同胞団）のメンバーとされ、ブラヴァツキーは、彼らから宇宙の原理を教えられたと主張した。モリヤとクートフーミ、そして同じく近代神智学で特別視されるサンジェルマン伯爵がブラヴァツキーと一緒に映ったのだという写真が存在している。神智学協会関係者も姿を見たことはなく、ブラヴァツキー存命中から実在するか疑問が持たれていた。シネットやヒュームは手紙の信憑性に疑念を持ち、距離を取るようになった。
正体やモデルも様々に推定され、ポール・ジョンソンは、ブラヴァツキーがロンドンで出会ったモリヤのモデルはイタリアの革命家ジュゼッペ・マッツィーニで、後半のモリヤのモデルはジャンムー・カシュミール藩王国の藩王ランビル・シンと考えた。マリオン・ミードはモリヤのモデルは、イギリスの高名な小説家・政治家・神秘主義者・心霊主義者で薔薇十字団に関わったエドワード・ブルワー＝リットンだとしている。
ニコライ・リョーリフ夫妻は、モリヤからチャネリングでメッセージを授けられたと主張し、その教えに則ったアグニ・ヨーガという新しいスタイルのヨーガを創始し、アグニ・ヨーガ協会を設立した。
神智学協会から分派したアルケイン・スクールのアリス・ベイリーは、七光線というオカルティズムの概念において、その第一光線を司ると見なしている 。

## 化身
他の「マスター」たちと同じく、モリヤは過去に様々な人物として世に現れたと信じられている。アブラハム、メルキオール、アーサー王、トマス・ベケット、トマス・モア、アクバル大帝として現れたという。

## 参照
1. ↑  『現代オカルトの根源 - 霊性進化論の光と闇』大田俊寛〈ちくま新書〉、2013年
2. 1 2 3 4 5 6 7 8  杉田 2015.
3. ↑  Bailey, Alice A,  A Treatise on Cosmic Fire (Section Three - Division A - Certain Basic Statements), 1932, Lucis Trust. 1925, p 1237